# Meta barreti
Meta barreti là một loài nhện trong họ Tetragnathidae.
Loài này thuộc chi Meta. Meta barreti được miêu tả năm 1899 bởi Kulczynski.